# Айхграбен
Айхграбен (нем. Eichgraben) — ярмарочная коммуна (нем. Marktgemeinde) в Австрии, в федеральной земле Нижняя Австрия.
Входит в состав округа Санкт-Пёльтен.  Население составляет около 4,6 тысяч человек. Занимает площадь 8,88 км². Официальный код  —  3 19 05.

## Политическая ситуация
Бургомистр коммуны — Вильхельм Гройс (АНП) по результатам выборов 2005 года.
Совет представителей коммуны (нем. Gemeinderat) состоит из 23 мест.
- АНП занимает 10 мест.
- СДПА занимает 6 мест.
- местный список: 3 места.
- Партия GLU занимает 2 места.
- Зелёные занимают 2 места.